# Oedemera nobilis
Oedemera nobilis é uma espécie de insetos coleópteros polífagos pertencente à família Oedemeridae.
A autoridade científica da espécie é Scopoli, tendo sido descrita no ano de 1763.
Trata-se de uma espécie presente no território português.

## Morfologia
O macho de Oedemera nobilis possui os fémures posteriores dilatados, enquanto que nas fêmeas são finos. Têm uma cor verde metálica, frequentemente com um brilho dourado.

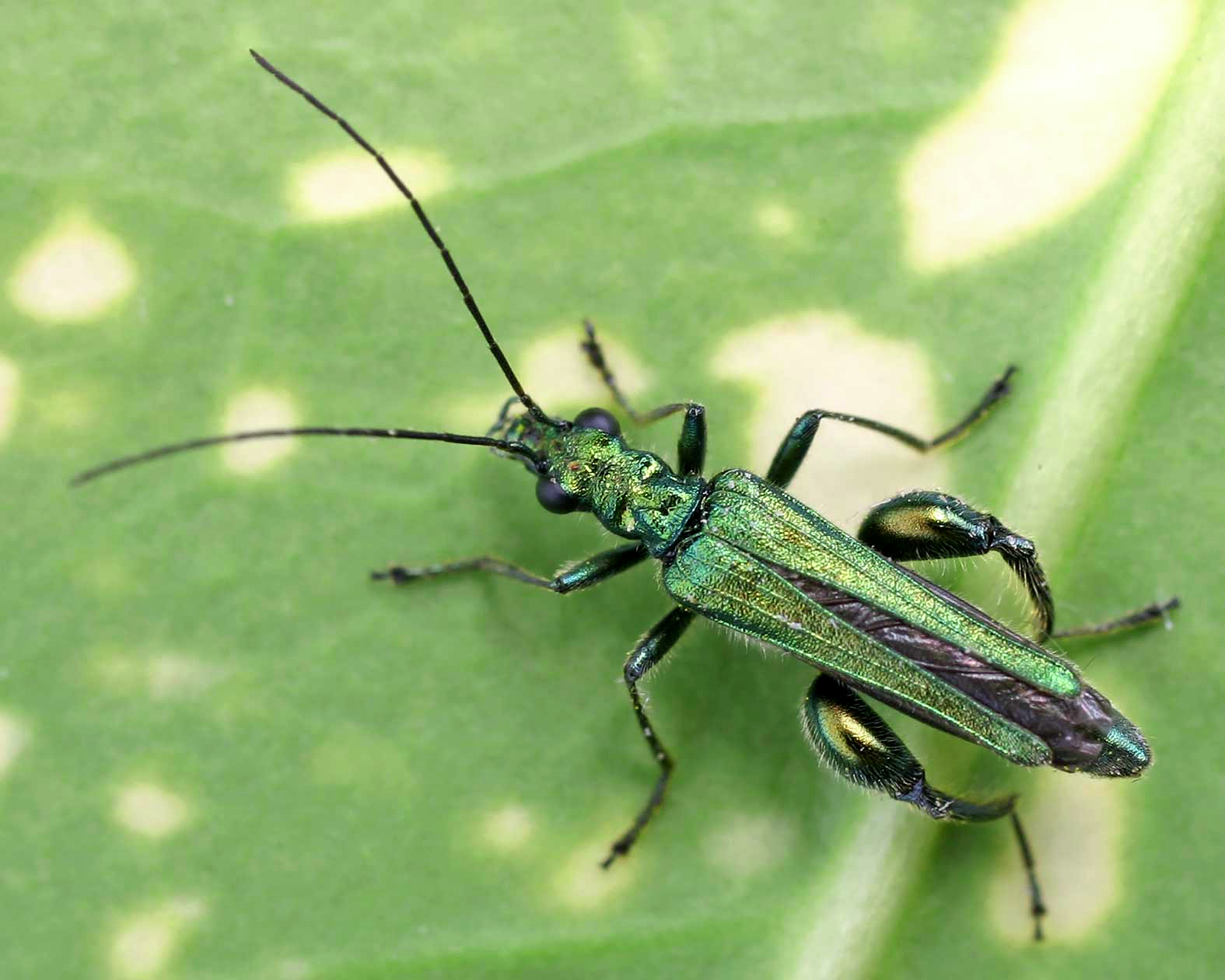
Macho de Oedemera nobilis

## Biologia e ecologia
Alimenta-se do pólen e néctar de Asteraceae, Cyperaceae, Convolvulaceae, Cruciferae, Dipsacaceae, Scrophulariaceae, Poaceae, Papaveraceae, Plantaginaceae, Rosaceae, Rubiaceae e Apiaceae.

## Distribuição
A espécie encontra-se no oeste e sul da Europa. É muito comum na zona do Mediterrâneo.

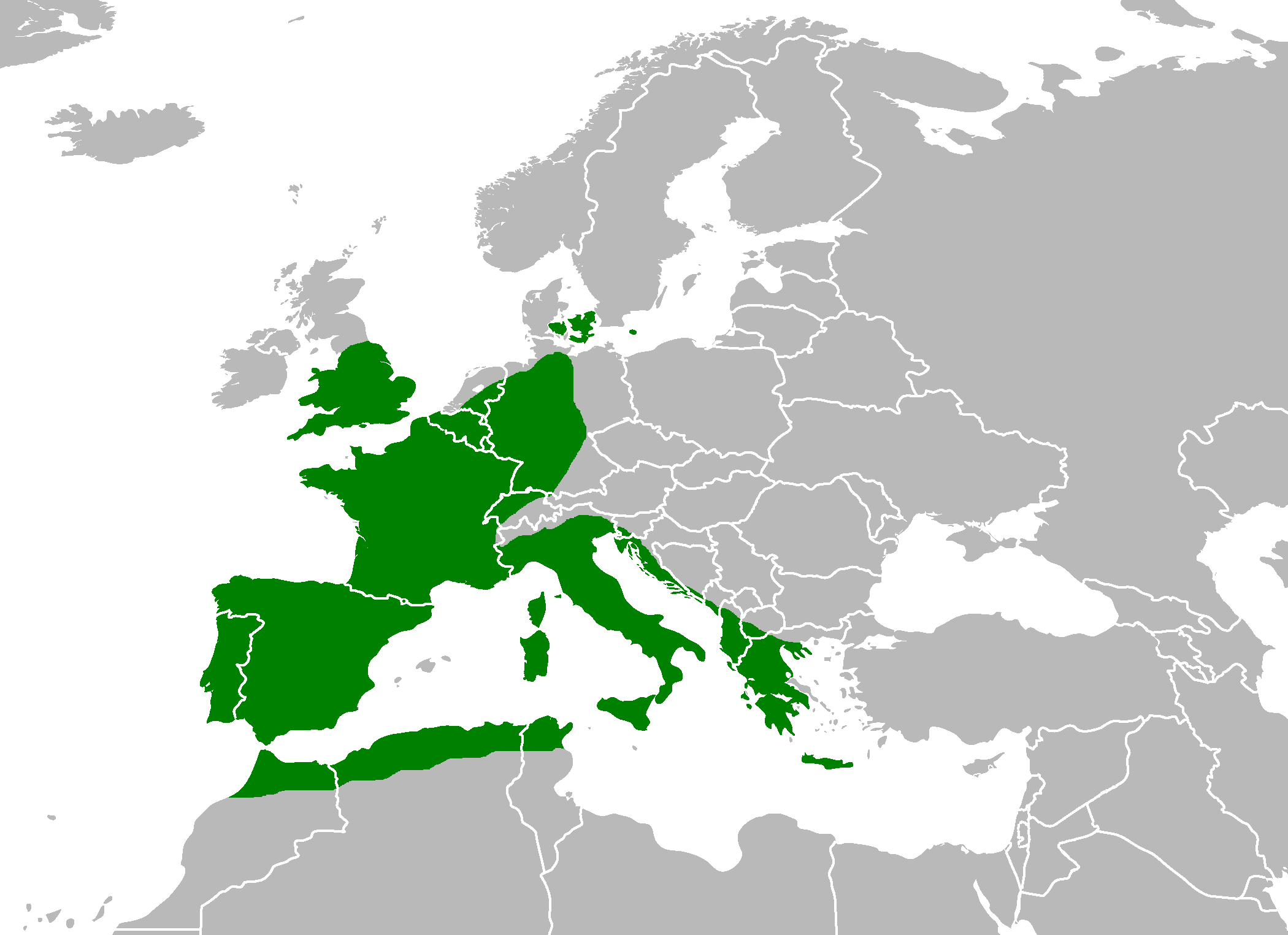
Distribuição de Oedemera nobilis